# 玄海号 (高速バス)

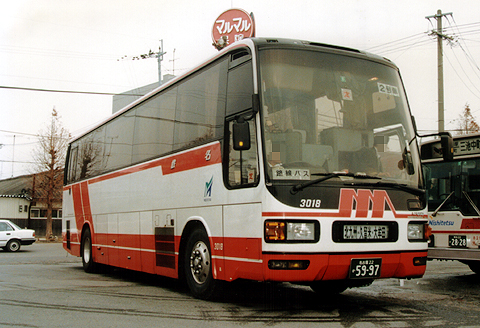
名古屋鉄道「玄海号」

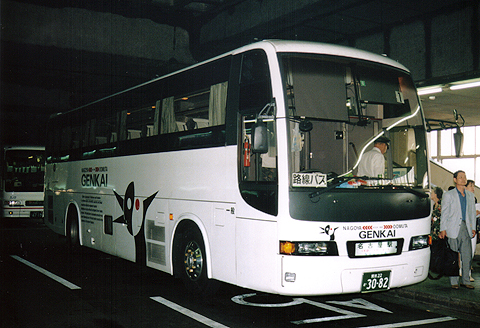
西日本鉄道「玄海号」

玄海号（げんかいごう）とは、愛知県名古屋市と福岡県北九州市・久留米市・八女市・大牟田市・熊本県荒尾市を結んだ夜行高速バスである。
この項では、主に廃止時点での概況を記す。

## 沿革
- 1990年4月20日 - 運行開始。当時は黒崎バスセンター発着で北九州市内をまめに停車していた。
- 1992年2月3日 - 北九州発着から久留米･大牟田・荒尾へ延伸。
- 1997年6月8日 - 路線廃止。北九州地区は「どんたく号」を停車させることで対処。

## 運行会社
- 名古屋鉄道（現・名鉄バス）
- 西日本鉄道

## 停車停留所
愛知県
- 名鉄バスセンター（名古屋市中村区）

福岡県
- 高速門司港（北九州市門司区）
- 小倉駅前（北九州市小倉北区）
- 砂津（北九州市小倉北区）
- 黒崎インター引野口（北九州市八幡西区）
- 黒崎バスセンター（北九州市八幡西区）
- 西鉄久留米バスセンター （久留米市）
- 八女インター（八女市）
- 大牟田駅前（大牟田市）
- 大牟田営業所（大牟田市）

熊本県
- 荒尾営業所（荒尾市）

九州地区相互間での乗降は不可。

## 使用車両

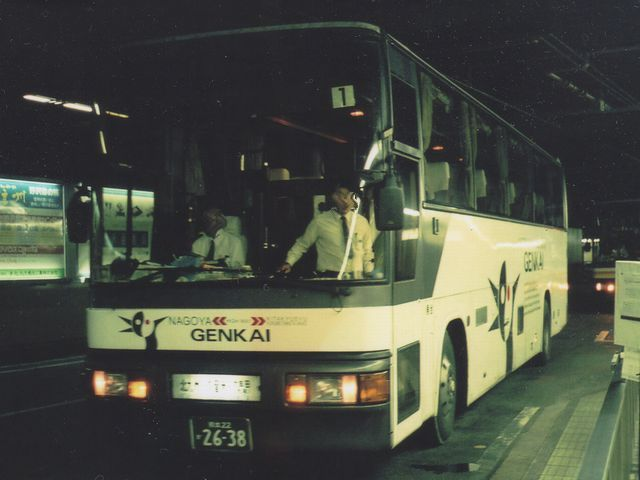
西日本鉄道 運行開始当初の「玄海号」指定車両

廃止時点での使用車両は、名鉄は三菱ふそうエアロクィーン純正車体。西鉄は三菱ふそうエアロクィーン西工ネオロイヤルSD-IIが使用され形式は何れもKC-MS822Pであった。当系統廃止後、西鉄車両は主に「加賀号」・「はかた号」等で使用されていたが、経年化により廃車となっている。（冒頭写真参照）

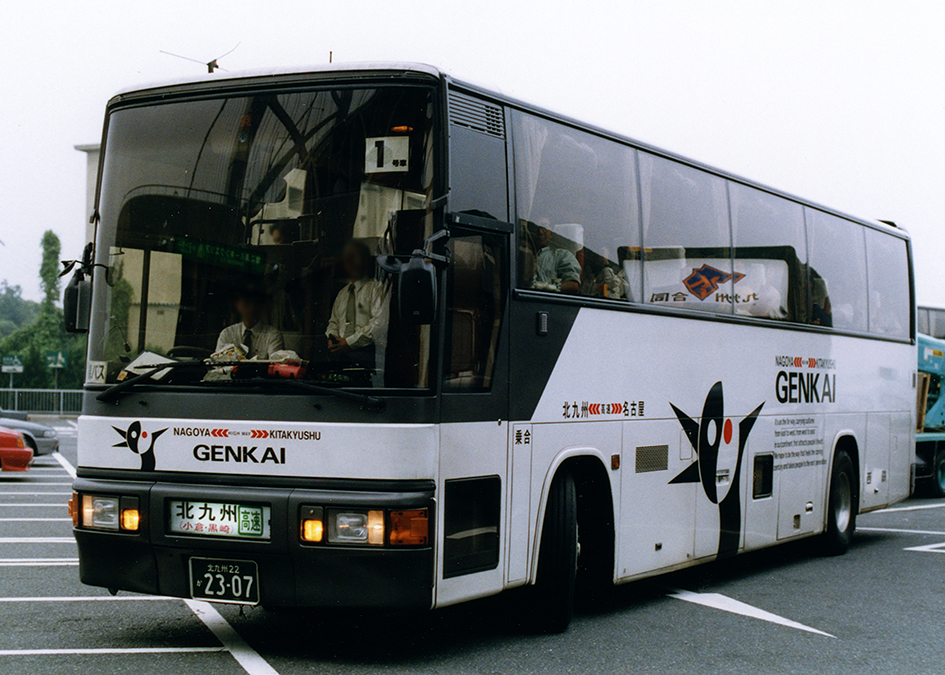
北九州発着「玄海号」（1991年）
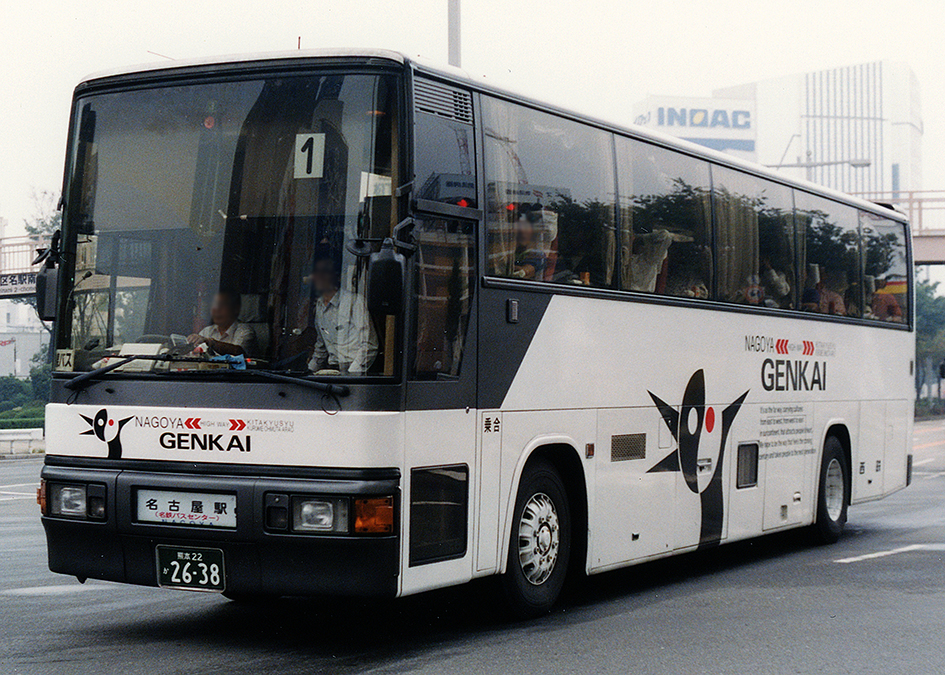
荒尾発着「玄海号」（1992年）

## 特記事項
- 九州地区での停車地は福岡地区を避け北九州地区と久留米・大牟田地区をターゲットとしたため、運行時間帯に差が生じていた。
- 福岡～名古屋系統（どんたく号）が福岡地区と名古屋地区以外で客扱いをしなかったこともあり結果的にはどんたく号が北九州地区停車で対処することとなった。